# Stellan Engholm

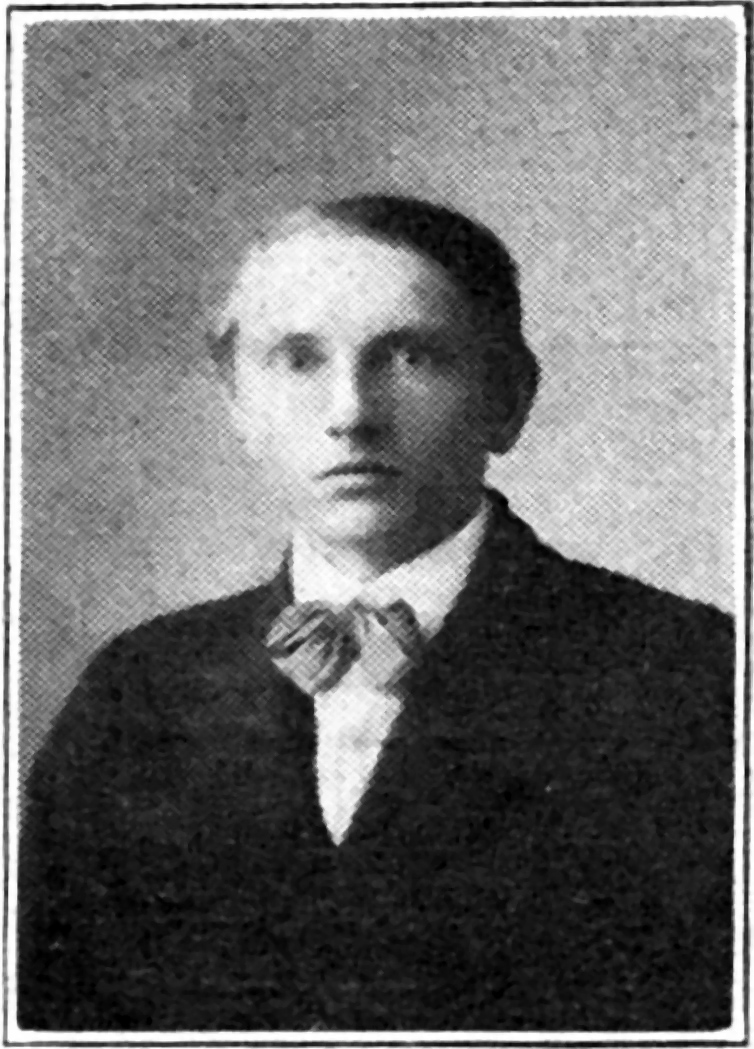
Stellan Engholm 1933

Nils Stellan Engholm, född 25 mars 1899 i Stockholm, död 25 januari 1960 i Söderbärke, var en svensk esperantoförfattare, redaktör, översättare samt lärare.
Engholm lärde känna esperanto 1920 och blev aktiv esperantist 1927. Hans romaner Al Torento, Homoj sur la Tero och Infanoj en Torento (i två band) (ungefär “Mot strömmen“, “Människor på jorden“, “Barn i strömmen/forsen”), gjorde honom populär i esperantovärlden. Temat var den ungdomliga kärleken. Romanen Homoj sur la Tero segrade i en romantävling i tidskriften Literatura Mondo 1931. En fjärde roman i original på esperanto var Vivo Vokas.
Lajos Tárkony skrev i Enciklopedio de Esperanto om Al Torento: ”Även om boken tyngs av teoretisk ballast, så fångas läsaren av den poetiskt inspirerade suggestionen om kärlek”, och om Homoj sur la Tero:
”Temat för den här boken är bönders liv, bönder som befinner sig på olika livsvägar, som sammanbinds av huvudhjälten: Jorden. Nykter, ibland överprecis realism, djuplodande psykologi, ren stil, skoningslöst språk förlåter bokens brister: avsaknaden av händelser, den för jordbundna fantasin. Engholms figurer har autentiskt kött och blod, även om mängden blod verkar lite lågt.”
Han var även verksam som översättare av både vers och prosa och översatte bland annat flera av Selma Lagerlöfs romaner till esperanto. Mellan 1943 och 1952 gav han ut Malgranda Revuo, ”Liten tidskrift”, för vilken han var redaktör och själv bidrog med många texter och översättningar. Tidskriften var bland annat kritisk mot hur esperantister behandlades i Sovjetunionen, där det förekommit fängslanden och avrättningar av rörelsens företrädare.

## Verk
- Malgranda Revuo 1943–1952 (redaktör och delar av innehållet)[1]
- Al Torento – novell, 1930 (andra utgåva 1934)
- Homoj sur la Tero – roman, 1931 – prisbelönt i romantävling i Literatura Mondo (andra utgåva 1963)
- Gvidlibro pri Stockholm – ”Guidebok om Stockholm”, 1933 (med Hjalmar Lindstedt)
- Infanoj en Torento I – roman, 1934 (andra utgåva 1946)
- Infanoj en Torento II – roman, 1939
- Maljunulo Migras kaj Venĝo – ”En gammal människa migrerar/strövar och Hämnd”, noveller, 1943
- Vivo Vokas – ”Livet kallar”, roman, 1946
- La Lupo sur Kapitolo – ”Vargen på Kapitolium/parlamentet”, noveller, 1997

### Översättningar
- Salomon August Andrée, Per Balono al la Poluso – ordagrant ”Med ballong mot polen”, 1930
- Selma Lagerlöf, La Mono de Sinjoro Arne – ”Herr Arnes pen(in)gar”, 1933
- Selma Lagerlöf, Gösta Berling – 1934
- August Strindberg, Pasko – ”Påsk”, drama, 1935
- Selma Lagerlöf, La Ringo de la Generalo – ”Generalens ring”, 1938
- Folke Bernadotte, La Fino – ”Slutet”, essä, 1946

Enligt Libris översatte han också La infanoj de Betlehem av Selma Lagerlöf, som återutgavs av Franko Luins förlag Inko år 2000, men enligt utgåvan så är boken översatt av Oscar Fries.